# Ero tuberculata
Ero tuberculata este o specie de păianjeni araneomorfi din familia Mimetidae.

## Descriere
Femela aeste de 2,5-3,2 mm lungime, masculul - 2,5 - 2,7 mm. Opistosoma este voluminoasă cu două proeminențe conice pe partea dorsală. Prosoma este galbenă cu marginile brune, opistosoma - maro sau gri cu pete galbene și picioarele - galbene cu segmente mai întunecate.

## Ecologie
Locuiște în păduri, parcuri, grădini, în tufișuri. Se hrănește cu alți păianjeni.

## Răspândire
Ero tuberculata are o răspândire palearctică.